# Jorge Aravena
Jorge Aravena   (Santiago de Xile, 22 d'abril de 1958) és un exfutbolista xilè de la dècada de 1980 i entrenador.
Fou 36 cops internacional amb la selecció de Xile.
Pel que fa a clubs, defensà els colors de Real Valladolid, Deportivo Cali i Puebla.
Trajectòria com a entrenador:
- 1995: Audax Italiano
- 1996–1997: Palestino
- 1998–1999: Santiago Morning
- 2000:4 Everton
- 2001–2002: Santiago Morning
- 2005: Puebla
- 2006: Cobreloa
- 2006–2007: Palestino
- 2007–2008: Lobos BUAP
- 2008–2009: Santiago Wanderers
- 2009–2010: Palestino
- 2017: Comerciantes Unidos
- 2017–?: Deportes Valdivia